# 2013 في بلغاريا
فيما يلي قوائم الأحداث التي وقعت خلال عام 2013 في بلغاريا.

## سياسة

### انتهاء فترة المنصب
- 13 مارس – بويكو بوريسوف رئيس وزراء بلغاريا [الإنجليزية]‏.

## رياضة
- 15 مايو – كأس بلغاريا 2012–13 الفائز نادي بيروي ستارا زاغورا.
- 26 مايو – الدوري البلغاري الممتاز 2012-13 الفائز نادي لودوغورتس رازغراد.

## وفيات

### فبراير
- 13 فبراير – رادكا دونل (مواليد 1928)

### يوليو
- 1 يوليو – ستويان غانيف (مواليد 1955) دبلوماسي بلغاري.